# Gerhard Wessel
Pour les articles homonymes, voir Wessel.
Gerhard Wessel, né le 24 décembre 1913 à Neumünster et mort le 28 juillet 2002 à Pullach (Bavière), est un ancien dirigeant des services de renseignements allemands (Bundesnachrichtendienst).

## Biographie
Gerhard Wessel est fils de pasteur. Il entre après son baccalauréat au Ve régiment d'artillerie basé à Ulm en 1932, puis en 1933 et 1934 est à l'école d'infanterie de Dresde et ensuite à l'école d'artillerie de Jüterbog. Il est dans le 41e régiment d'artillerie d'octobre 1935 à 1937. Il devient ensuite aide de camp de ce régiment en tant qu'Oberleutnant, puis au 697e régiment, jusqu'en 1939.
Wessel fait partie, du début de la Seconde Guerre mondiale à janvier 1941, de l'état-major de la 68e division d'infanterie. Il entre à l'Académie de guerre de Berlin en mars 1941, afin de devenir officier d'état-major, ce qu'il devient en étant nommé dans le premier corps d'armée, en janvier 1943. Il est adjoint de Reinhard Gehlen et de chef du groupe I du FHO (Fremde Heere Ost), et s'occupe du service de renseignement militaire pour le Front de l'Est et l'URSS. Ils savent tous les deux que l'Allemagne ne sera pas victorieuse. C'est lui qui détruit les documents compromettants concernant l'opération Walkyrie en possession de Gehlen, après l'échec de l'attentat contre Hitler, alors que son supérieur est hospitalisé.
Le général-major Gehlen devient prisonnier des Américains après avoir négocié la création d'un organe de renseignement, en échange des documents que ses services avaient réunis à propos de l'armement et de la stratégie militaire soviétique. Il est envoyé quelque temps aux États-Unis, pendant lequel Wessel maintient l'organisation du réseau. Gehlen est chargé par les Américains de l'OSS, d'abord de manière non officielle, de créer un réseau de renseignement, et Wessel devient encore son adjoint. Ils installent les services de ce qui sera appelé l’Organisation Gehlen en décembre 1947 à Pullach en Bavière qui est orientée vers les renseignements en provenance de la zone d'occupation soviétique qui deviendra plus tard la RDA. Wessel est directeur de la section II qui se nommera l' administration Blank en 1952 et sera à la base du ministère de la Défense ouest-allemand et des services de renseignements militaires de l'Allemagne fédérale en 1956, plusieurs mois après la reconnaissance de ce pays comme pays souverain. Il est alors colonel.
Wessel prend la tête en 1956 du service de contre-intelligence militaire Amt für den Militärischen Abschirmdienst (MAD), jusqu'en septembre 1957 et ensuite devient chef de la sous-division II du service de renseignement à l'état-major de la Bundeswehr, jusqu'en décembre 1962. Il est ensuite commandant de la deuxième Panzerbrigade stationnée dans le Brunswick et est nommé général-major en août 1963. Il devient ensuite représentant allemand à l'organisation militaire de l'OTAN.
Lorsque Reinhard Gehlen démissionne en 1968, Gerhard Wessel prend naturellement la tête du BND, poste qu'il conserve jusqu'au 31 décembre 1978.